# Трипілля (біметалева монета)
«Трипі́лля» — пам'ятна біметалева монета зі срібла і золота, випущена Національним банком України, присвячена одній із найяскравіших землеробсько-скотарських культур епохи енеоліту (IV—III тис. до н. е.) — трипільській, пам'ятки якої є важливим джерелом для вивчення історії стародавньої Європи. Назва походить від дослідженого наприкінці XIX ст. однойменного поселення на Київщині.
Монету введено в обіг 20 грудня 2000 року. Вона належить до серії «Пам'ятки давніх культур України».

## Опис монети та характеристики
| Номінал грн. | Метал          | Маса, г                                                         | Діаметр, мм | Якість виготовлення | Гурт                 | Тираж, штук |
| ------------ | -------------- | --------------------------------------------------------------- | ----------- | ------------------- | -------------------- | ----------- |
| 20           | золото, срібло | 14,7: метал вставки — Au 916 — 5,74 метал кільця — Ag 925 — 7,8 | 31,0        | не визначено        | секторальне рифлення | 3 000       |

### Аверс
На аверсі монети у внутрішньому колі в центрі на тлі житнього колосся зображено символічне колесо історії, на якому сидить сокіл, а внизу — змія. Угорі ліворуч розміщено малий Державний Герб України. У зовнішньому колі зображено хлопчика-пастуха — ліворуч та дівчинку з колосками — праворуч як представників скотарських та землеробських племен, логотип Монетного двору і написи: «УКРАЇНА» / «2000» / «20» / «ГРИВЕНЬ» /.

### Реверс

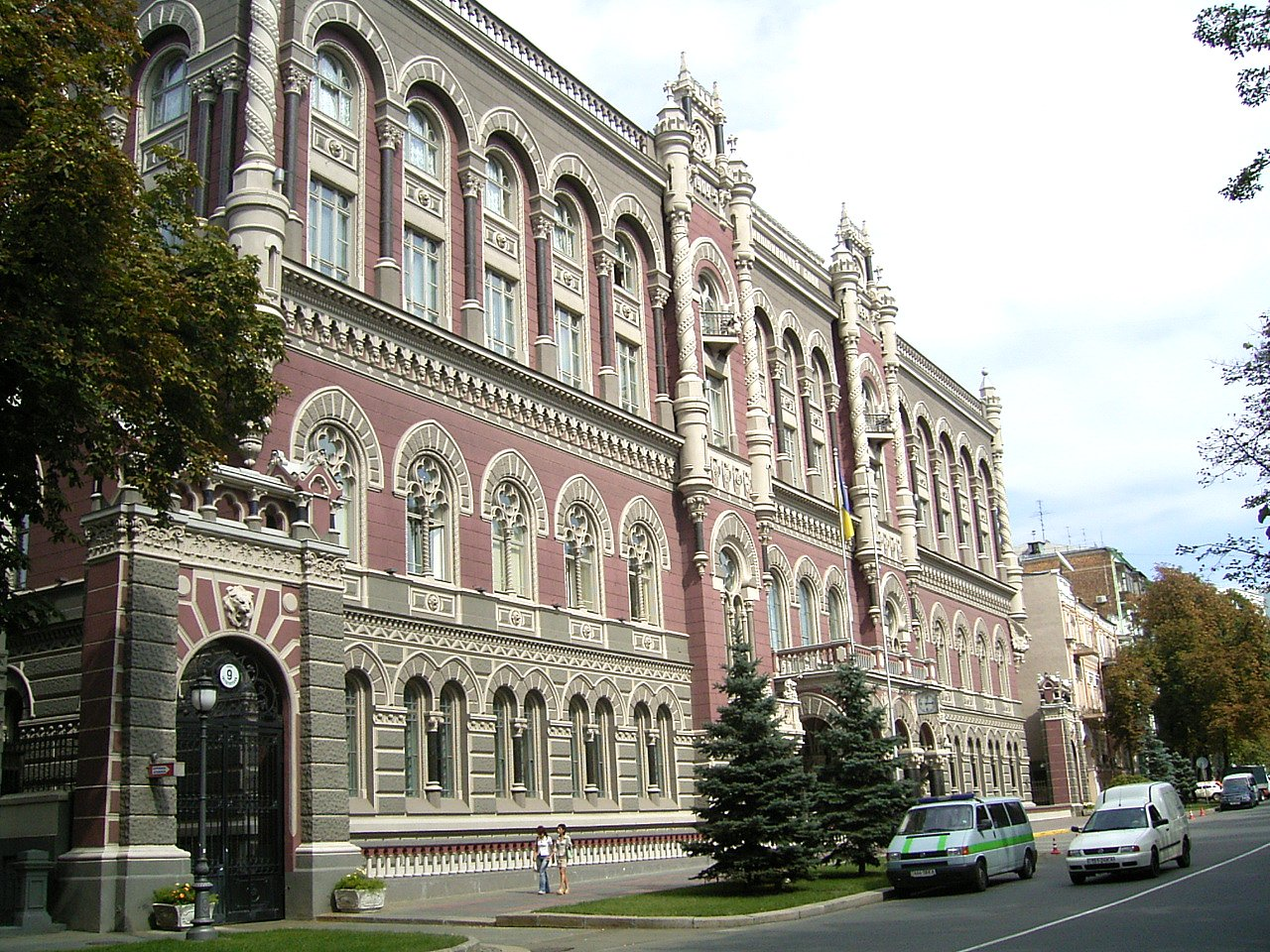
Будівля Національного банку України

На реверсі монети у внутрішньому колі зображено глиняну антропоморфну статуетку з поселення Володимирівки, що на Кіровоградщині; у зовнішньому колі — зображення зразків посуду трипільської культури з характерним орнаментом та стилізований напис: «ТРИПІЛЛЯ».

## Автори
- Художник — Чайковський Роман.
- Скульптор — Чайковський Роман.

## Вартість монети
Ціна монети — 3547 гривень — була вказана на сайті Національного банку України в 2011 році.
Фактична приблизна вартість монети з роками змінювалася так:
| Рік        | 2010  | 2011  | 2012  | 2013  | 2014  | 2015  | 2016  | 2017  | 2018  | 2019  | 2020  | 2021   | 2022  | 2023   | 2024   | 2025   |
| ---------- | ----- | ----- | ----- | ----- | ----- | ----- | ----- | ----- | ----- | ----- | ----- | ------ | ----- | ------ | ------ | ------ |
| Ціна, грн. | 2 500 | 3 600 | 3 600 | 3 600 | 3 365 | 5 500 | 7 500 | 7 000 | 7 700 | 7 000 | 9 000 | 11 000 | 6 300 | 12 000 | 19 500 | 30 000 |